# Rally Sierra Morena de 2010
El Rally Sierra Morena de 2010 fue la 28º edición y la novena ronda de la temporada 2010 del Campeonato de España de Rally. Se celebró del 5 al 6 de noviembre y contó con un itinerario de nueve tramos sobre asfalto que sumaban un total de 194,46 km cronometrados.

## Itinerario
| Día   | Tramo         | Nombre        | Distancia | Hora  |
| ----- | ------------- | ------------- | --------- | ----- |
| Día 1 | TC1           | Lagar-Ermitas | 10,70 km  | 20:00 |
| Día 2 |               |               |           |       |
| TC2   | Villaviciosa  | 24,84 km      | 07:36     |       |
| TC3   | Cerrotrigo    | 20,75 km      | 08:22     |       |
| TC4   | Villaviciosa  | 24,84 km      | 10:22     |       |
| TC5   | Cerrotrigo    | 20,75 km      | 11:06     |       |
| TC6   | Pozoblanco    | 25,29 km      | 14:35     |       |
| TC7   | Cerrobejuelas | 21,00 km      | 15:30     |       |
| TC8   | Pozoblanco    | 25,29 km      | 18:13     |       |
| TC9   | Cerrobejuelas | 21,00 km      | 19:06     |       |

## Clasificación final
| Pos. | Piloto                 | Copiloto          | Automóvil                  | Tiempo    | Diferencia |
| ---- | ---------------------- | ----------------- | -------------------------- | --------- | ---------- |
| 1.   | David Pérez            | Alberto Chamorro  | Peugeot 207 S2000          | 2:05:50.2 | 0.0        |
| 2.   | Jonathan Pérez         | Enrique Velasco   | Peugeot 207 S2000          | 2:07:20.4 | +1:30.2    |
| 3.   | Pedro Burgo            | Marcos Burgo      | Mitsubishi Lancer Evo X    | 2:08:26.8 | +2:36.6    |
| 4.   | José Antonio Suárez    | Cándido Carrera   | Renault Clio R3            | 2:10:08.8 | +4:18.6    |
| 5.   | Rubén Gracia           | Diego Sanjuan     | Mitsubishi Lancer Evo X    | 2:10:28.8 | +4:38.6    |
| 6.   | Miguel Arias           | Roberto Arias     | Renault Clio R3            | 2:11:29.1 | +5:38.9    |
| 7.   | Eugenio Mantecón       | Carlos del Barrio | Mitsubishi Lancer Evo X    | 2:11:44.6 | +5:54.4    |
| 8.   | Daniel Marbán          | Víctor Ferrero    | Mitsubishi Lancer Evo X    | 2:12:05.8 | +6:15.6    |
| 9.   | José Antonio Caballero | Rafael Valverde   | Mitsubishi Lancer Evo IX   | 2:14:03.0 | +8:12.8    |
| 10.  | Juan Camacho Sánchez   | Óscar Adan        | Mitsubishi Lancer Evo VIII | 2:15:13.8 | +9:23.6    |